# Сахно-Устимович, Юрий Константинович
Юрий Константи́нович Устимо́вич (Сахно́-Устимо́вич; 22 декабря 1873 (3 января 1874) — декабрь 1968) — русский военачальник, генерал-майор (1915). В 1918 году — генеральный хорунжий армии Украинской державы, начальник личного конвоя Гетмана всея Украины Павла Скоропадского. С 1919 года — участник «белого» движения, с 1921 года — в эмиграции: во Франции, затем в США; общественный деятель.

## Биография
Из потомственных дворян Курской губернии. Православного вероисповедания.
Окончил 3-й Московский кадетский корпус. В военную службу вступил 1 октября 1892 года юнкером Николаевского кавалерийского училища (Санкт-Петербург), которое окончил по 1-му разряду в августе 1894 года и был выпущен в чине корнета в Лейб-гвардии Гродненский гусарский полк (Варшава).
В декабре 1898 года произведен, на вакансию, в поручики гвардии, а в декабре 1899 года, на вакансию, — в штабс-ротмистры гвардии. Состоял в 5-м эскадроне, с ноября 1898 года — делопроизводитель полкового суда. В 1900 году был аттестован с оценкой «выдающийся офицер».
В апреле 1905 года Ю. К. Устимович, за выслугу лет, произведен в ротмистры гвардии Состоял в 3-м эскадроне, с сентября 1907 года исполнял должность младшего штаб-офицера. С апреля 1905 года — командир 3-го эскадрона (командовал эскадроном 2 года и 2 месяца).
В декабре 1907 года произведен, на вакансию, в полковники гвардии. С июня 1912 года — помощник командира полка по строевой части (числился в эскадроне Его Величества). На январь 1914 года — был женат, имел двух дочерей (1900 и 1912 годов рождения).
23 января 1914 года полковник Устимович был назначен командиром 8-го гусарского Лубенского полка (Кишинёв), во главе которого, в составе 8-й кавалерийской дивизии 8-го армейского корпуса, в июле 1914 года выступил на фронт Первой мировой войны  (воевал на Юго-Западном и Румынском фронтах).
18 мая 1915 года полковник Устимович был назначен командиром 1-й бригады 2-й кавалерийской дивизии, а 25 мая 1915 года, за отличия в делах против неприятеля, произведен в генерал-майоры, с утверждением в занимаемой должности.
24 июня 1915 года — назначен командиром 2-й бригады 8-й кавалерийской дивизии. Со 2 февраля 1916 года генерал-майор Устимович — командир 1-й бригады той же дивизии; на 10.07.1916 — в том же чине и в той же должности.
В 1918 году Юрий Константинович Устимович — в армии Украинской державы: генеральный хорунжий (приказ от 06.06.1918), начальник личного конвоя гетмана Скоропадского, сформированного, в основном, из кадра бывшего 8-го гусарского Лубенского полка, переведенного, после украинизации, с фронта в Киев и переименованного в «Лубенский сердюцкий конно-казачий полк».
14 декабря 1918 года, после падения режима гетмана Скоропадского, в составе гетманских офицерских дружин сдался в Киеве войскам Директории УНР. Вместе с покидавшими Украину германскими войсками эмигрировал в Германию, однако вскоре вернулся на Украину и принял участие в «белом» движении в составе ВСЮР. С 9 сентября 1919 года числился в резерве чинов войск Новороссийской области.
С января 1920 года командовал Отдельной кавалерийской бригадой Русской армии барона Врангеля. На 25.03.1920 — был в Джанкое.
Участвовал в разгроме Екатеринославской группировки Нестора Махно, оборонял Перекопский вал.
В ноябре 1920 года эвакуировался в Галлиполи, затем — в эмиграции во Франции, позже, после Второй мировой войны, — в США.
В эмиграции — общественный деятель «русского зарубежья», в 1934 году в Париже на собрании чинов кавалерийской дивизии читал отрывки из своих воспоминаний о действиях дивизии в период Первой мировой войны. Опубликовал воспоминания «Накануне Великой войны».
На 1967 год — сотрудник журнала «Военная быль».
Умер в декабре 1968 года в США.

## Сочинения
- Накануне великой войны: Из воспоминаний командира 8-го гусарского Лубенского полка // «Военная быль», 1965, № 73.

## Награды
- Орден Святого Станислава 3-й степени (ВП от 06.12.1906)
- Орден Святой Анны 3-й степени (ВП от 06.12.1910)
- Орден Святого Станислава 2-й степени (ВП от 06.12.1913)
- Орден Святой Анны 2-й степени с мечами (ВП от 23.11.1914)
- Георгиевское оружие (ВП от 03.01.1915), — …за то, что в бою 19-го Сентября 1914 года у Радостава захватил с боя важную позицию, сбил передовые части немцев, выдержал затем их напор и облегчил дальнейшую работу всей дивизии, оказав своими действиями решительное влияние на исход боя.
- Орден Святого Владимира 3-й степени с мечами (ВП от 17.02.1915)
- Орден Святого Владимира 4-й степени с мечами и бантом (ВП от 18.05.1915)
- Орден Святого Станислава 1-й степени с мечами (ВП от 28.11.1915)
- Орден Святой Анны 1-й степени с мечами (ВП от 19.04.1916)

Медали:
- Серебряная «В память царствования императора Александра III» (1896)
- Серебряная «За спасение погибавших» (1899)
- Светло-бронзовая «В память 100-летия Отечественной войны 1812 года» (1912)
- Светло-бронзовая «В память 300-летия царствования дома Романовых»» (1913)